# Camalexin
Camalexin ist ein Phytoalexin, das in der Acker-Schmalwand (Arabidopsis thaliana) und einigen weiteren verwandten Pflanzen vorkommt. Es wird aus Tryptophan gebildet, insbesondere als Reaktion auf Befall mit Pathogenen.

## Vorkommen

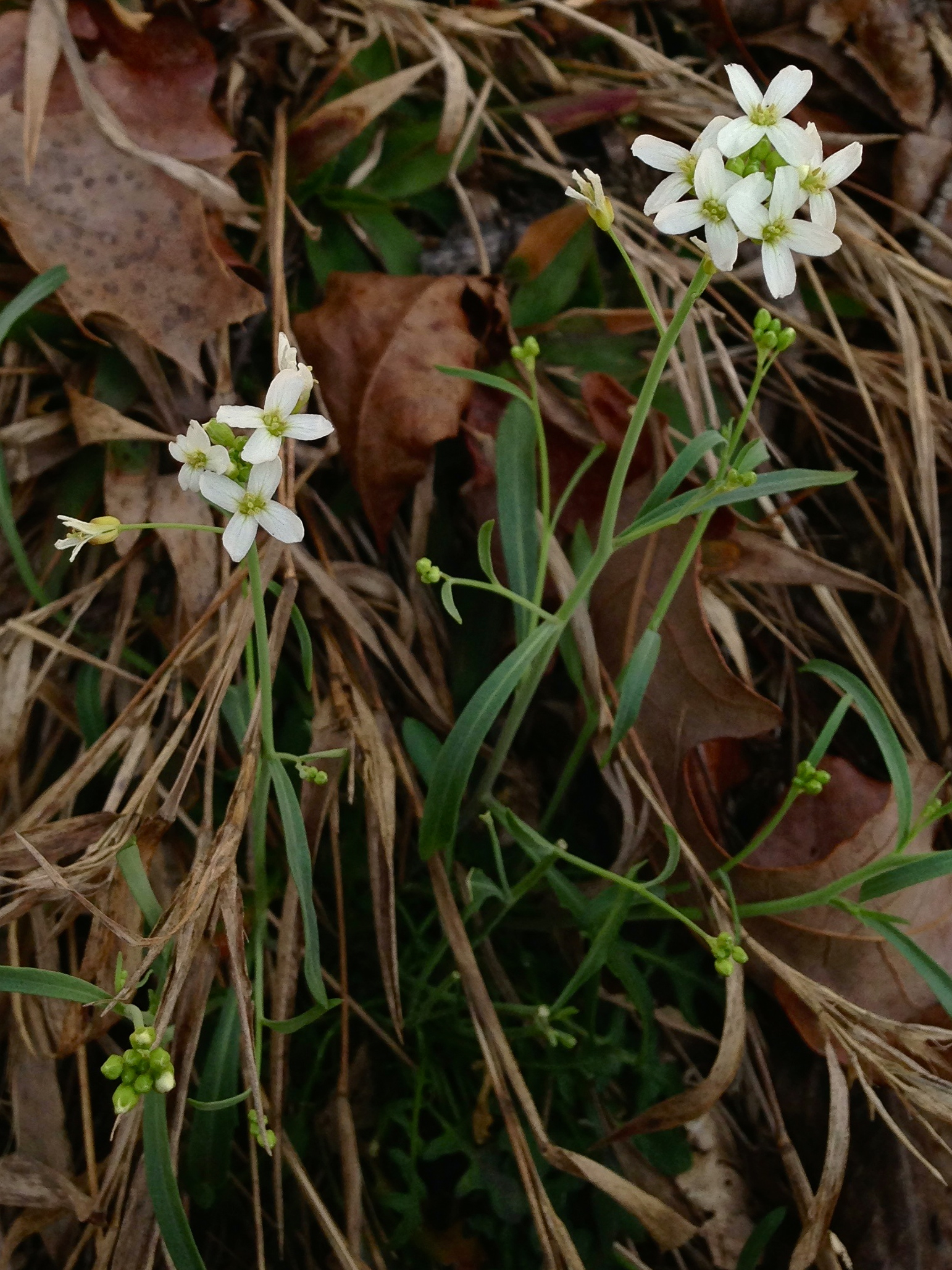
Arabidopsis lyrata bildet Camalexin

Camalexin wurde zuerst in Leindotter (Camelina sativa) entdeckt, kommt aber auch Arabidopsis lyrata aus der Gattung der Schaumkressen und im Gewöhnlichen Hirtentäschel (Capsella bursa-pastoris) vor. In weniger nah verwandten Arten der Kreuzblütler kommt es hingegen nicht vor. Andere Kreuzblütler verfügen jedoch über verwandte Phytoalexine wie Cyclobrassinin, Brassilexin und Spirobrassinin.

## Biosynthese
Indolessigsäure ist ein ubiquitäres Auxin in Pflanzen. In der Familie der Kreuzblütler ist dessen Biosyntheseweg mit Synthesewegen zu diversen Sekundärmetaboliten verschränkt. Ausgehend von Tryptophan wird Indolacetaldoxim gebildet, das ein Intermediat zur Synthese weiterer Verbindungen ist, darunter die von Indol abgeleiteten Glucosinolate und das Camalexin.
Der erste Schritt der Biosynthese ist die Bildung von Indolacetaldoxim aus Tryptophan durch die Cytochrom-P450-Enzyme CYP79B2 und CYP79B3. Aus Indolacetaldoxim wird durch CYP71A13 Indolacetonitril gebildet. Die Atome des Thiazol-Rings stammen, bis auf ein Kohlenstoffatom aus Cystein. Der direkte Vorläufer des Camalexins trägt eine Carbonsäuregruppe, die durch CYP71B15 abgespalten wird.

## Biologische Bedeutung
Die Rolle des Camalexins als Phytoalexin in der Acker-Schmalwand (Arabidopsis thaliana) wurde ausführlich untersucht. A. thaliana bildet Camalexin bei Befall durch diverse Pathogene wie Bakterien, Viren, Pilzen und Oomyceten, sowie unter Einfluss verschiedener abiotischer Stressfaktoren wie Schwermetall-Ionen, Strahlung und Toxine. In einigen Fällen wird die Bildung durch bestimmte molekulare Muster der Pathogene induziert, beispielsweise durch Peptidoglycane bei Oomyceten. Camalexin wird bei Pathogenbefall an der Infektionsstelle gebildet und verbleibt überwiegend dort, wird also nicht in andere Teile der Pflanze transportiert. Neben der Induktion durch Pathogene wird die Bildung von Camalexin zum Teil auch bei Besiedlung der Wurzeln mit gutartigen Mikroorganismen induziert, was später die Verteidigungsfähigkeit gegen Pathogene verbessert. Die Camalexin-Synthese unterliegt einem komplexen Regulationsnetzwerk, in dem diverse Signalmoleküle wie Ethylen, Jasmonate und Salicylsäure wichtig sind.
Camalexin wirkt insbesondere fungizid, ist aber auch schädlich für verschiedene Bakterien. Die Wirkung beruht auf einer Schädigung der Zellmembranen. Einige Pathogene haben Resistenzmechanismen gegen Camalexin gebildet, beispielsweise Botrytis cinerea, der Erreger der Grauschimmelfäule, der Camalexin durch ABC-Transporter aus seinen Zellen entfernen kann. Daneben können einige Pathogene Camalexin metabolisch umwandeln, um die Toxizität zu verringern oder ganz zu neutralisieren. Beispielsweise kann Botrytis cinerea neben der Entgiftung durch Transportproteine Camalexin über 3-Indolcarbonsäurethionamid und 3-Indolcarbonitril zu 3-Indolcarbonsäure abbauen. Rhizoctonia solani kann Camalexin durch Hydroxylierung entgiften, Sclerotinia sclerotiorum durch Glycosylierung mit Glucose.